# Comté de Grimes
Le comté de Grimes, en anglais : Grimes County, est un comté situé dans le nord-est de l'État du Texas aux États-Unis. Le siège du comté est la ville d'Anderson. Selon le  recensement de 2020, sa population est de 29 268 habitants, estimée en 2018 à 28 360 habitants.
Le comté a une superficie de 2 075 km2, dont 2 055 km2 en surfaces terrestres.

## Démographie
| Groupes           | Comté de Grimes | Texas | États-Unis |
| ----------------- | --------------- | ----- | ---------- |
| Blancs            | 73,0            | 70,4  | 72,4       |
| Afro-Américains   | 16,5            | 11,9  | 12,6       |
| Autres            | 7,6             | 10,6  | 6,4        |
| Métis             | 2,2             | 2,5   | 2,7        |
| Amérindiens       | 0,5             | 0,7   | 0,9        |
| Asiatiques        | 0,2             | 3,8   | 4,8        |
| Total             | 100             | 100   | 100        |
|                   |                 |       |            |
| Latino-Américains | 21,2            | 37,6  | 16,7       |